# Gabriel Pellegrino
Gabriel Carmine Pellegrino (* 25. März 2004 in North York, Ontario) ist ein kanadisch-italienischer Fußballspieler.

## Karriere

### Verein
Pellegrino begann seine Karriere beim Toronto FC. 2019 wurde er beim U15-Generations ADIDAS Cup zum wertvollsten Spieler des Turniers gewählt, Monate später gewann er mit seiner Mannschaft das USSDA-Juniorenturnier in San Diego. 2020 wechselte Pellegrino zum SC Freiburg, wo er in dessen U17 und U19 zu Einsätzen kam. 2021 rückte er auch in Freiburgs U20-Mannschaft auf. Er debütierte am 30. September 2023 mit einer 1:3-Niederlage gegen Waldhof Mannheim in der dritten Liga, als er in der 62. Minute eingewechselt wurde. Im Februar 2024 wurde er an den italienischen Zweitligisten FC Südtirol verliehen und in dessen U19 eingesetzt.

### Nationalmannschaft
Pellegrino spielte 2022 mit der U20 Kanadas bei der CONCACAF U-20-Meisterschaft in Honduras, wo seine Mannschaft im Achtelfinale ausschied.